# Vnitřní Hebridy

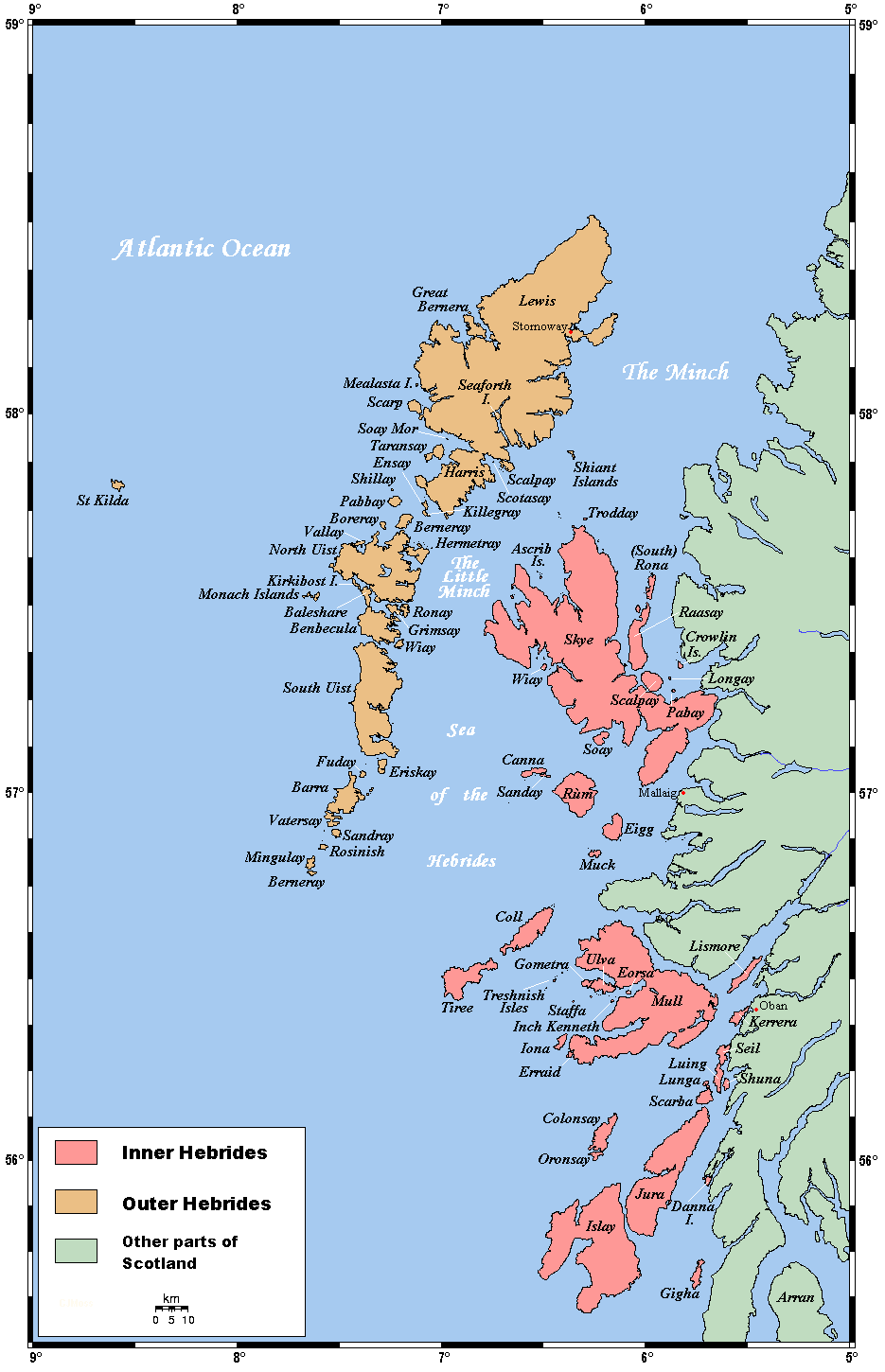
Souostroví Hebridy - červeně vyznačené Vnitřní Hebridy

Vnitřní Hebridy (skotskou gaelštinou: Na h-Eileanan a-staigh) je souostroví na západě Skotska, které je součástí ostrovního celku zvaného Hebridy. Vnitřní Hebridy se označují proto, že jsou svou polohou na rozdíl od Vnějších Hebrid přilehlejší k pevninské části Skotska. Součástí Vnitřních Hebrid jsou menší skupiny ostrovů Ascrib Islands, Crowlin Islands, Slate Islands, Small Isles, Summer Isles a Treshnish Islands. Souostroví je vulkanického původu, převládajícími horninami jsou žuly, ruly, bazalty a tufy.

## Ostrovy

### Severní
- Skye
- Ascrib Islands
- Crowlin Islands
- Isay
- Longay
- Ornsay
- Raasay
- Pabay
- Rùm
- Eigg
- Canna
- Scalpay, Soay, South Rona
- Wiay
- Summer Isles

### Jižní
- Coll
- Colonsay
- Gigha
- Islay
- Jura
- Mull
- Slate Islands
- Tiree
- Treshnish Islands

## Fotogalerie

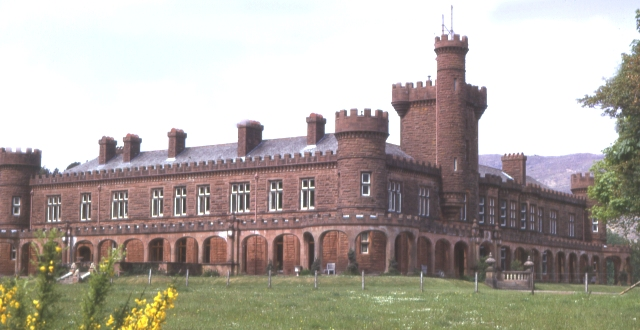
Kinloch Castle na ostrově Rùm
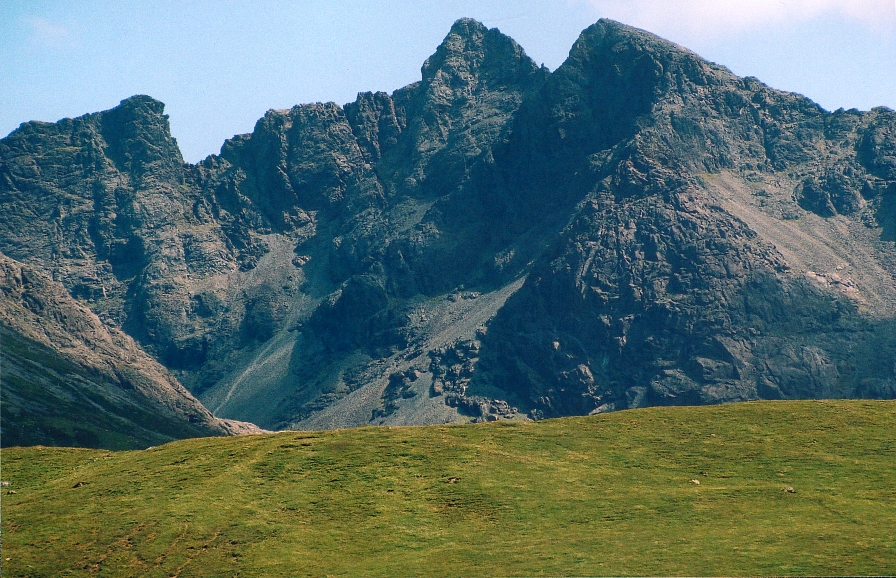
Sgùrr Alasdair, nejvyšší vrchol ostrova Skye
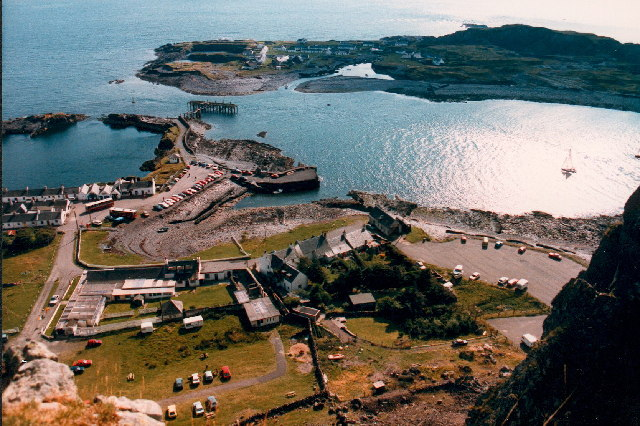
Ostrovy Seil a Easdale
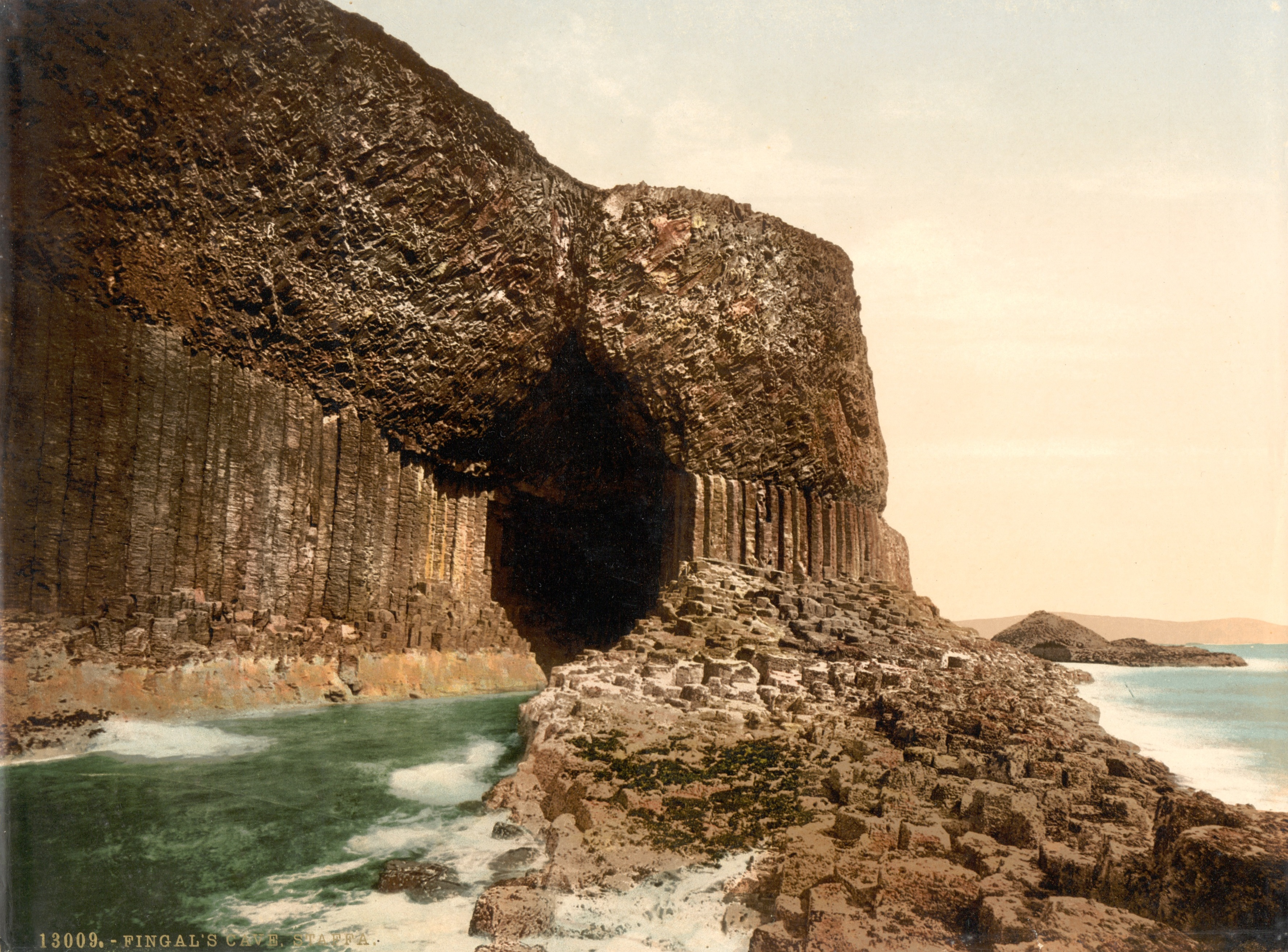
Vstup do Fingal's Cave
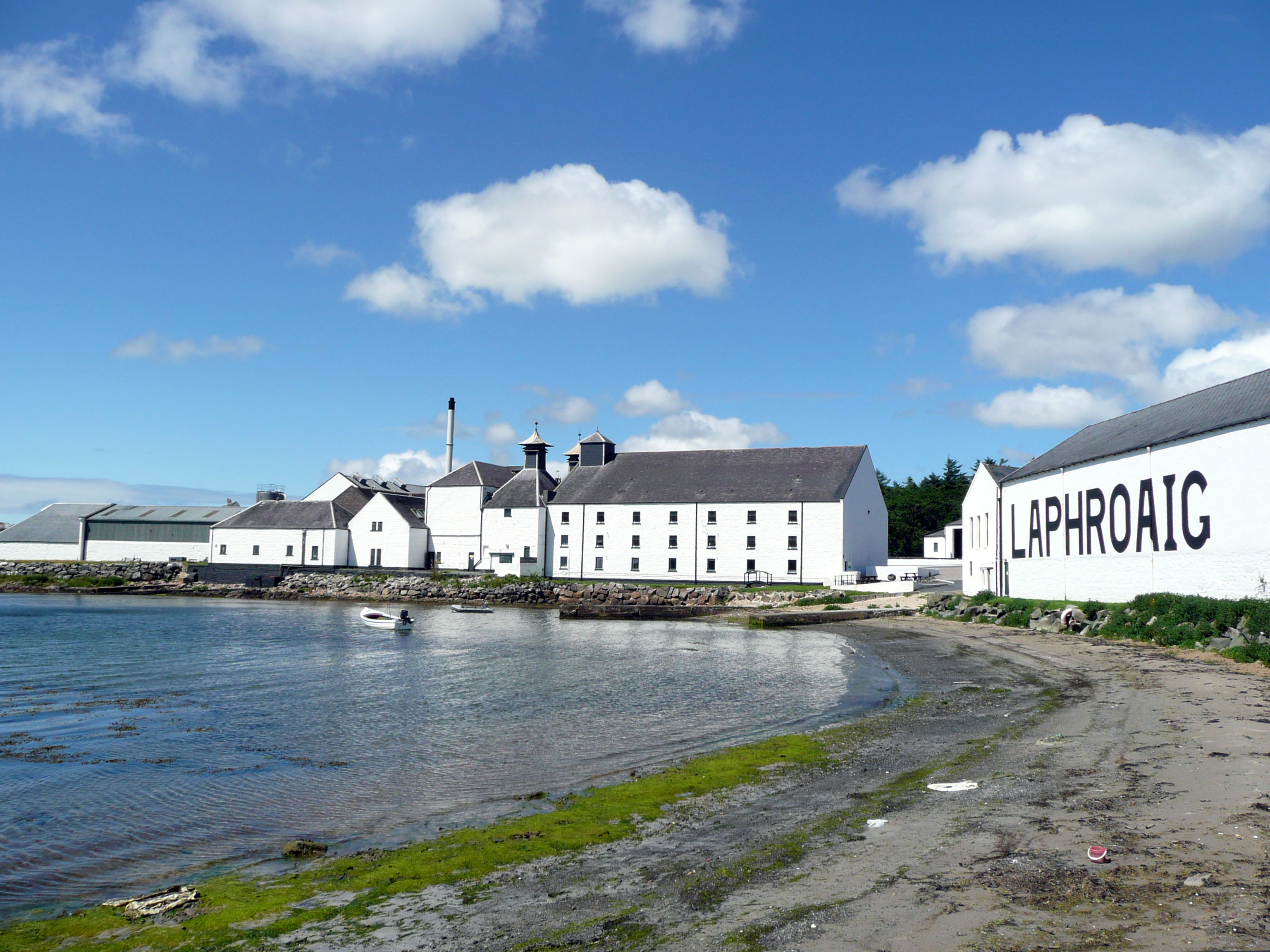
Palírna Laphroaig